# 植竹希望
植竹 希望（うえたけ のぞみ、1998年7月29日 - ）は、東京都出身の日本の女子プロゴルファー。所属はサーフビバレッジ。マネジメントはスポーツビズ。師匠は松澤知加子。コーチ プロゴルファー 西川哲（2023年 - ）

## 経歴
4歳でゴルフを始める。日出高校卒業。
2013年、「スタジオアリス女子オープン」では14歳ながら最終日を首位と1打差の3位タイ、最終組で迎えたが、同日は6オーバーと崩れ通算19位タイに終わった。
2017年、プロテストに合格し、日本女子プロゴルフ協会に入会（89期）。
2018年、2019年は目立った活躍はなかった。
2020年、ステップ・アップ・ツアーで吉本ここね、林菜乃子、小川陽子と最後まで競った末、1打差でプロ初優勝を飾った。
2021年、「住友生命Vitalityレディス 東海クラシック」最終日、西村優菜と並び首位で迎えた18番ホールではティーショットを池に入れ、3打目がバンカーに捕まってダブルボギー。2位タイに終わった。
2022年のシードを獲得。
2022年、「KKT杯バンテリンレディスオープン」にて最終日最終組でプレーし、一度は単独首位に立つが後続を突き放すことが出来ず、18ホールを終わった段階で西村優菜、吉田優利、小倉彩愛と-8アンダーで並んで4人のプレーオフになり、1ホール目で西村が脱落、2ホール目で小倉も脱落して最終的には吉田と一騎打ちの形になり2時間近い死闘の末に迎えた6ホール目にバーディーを奪って決着をつけ、悲願のプロツアー初優勝（黄金世代10人目）を飾った。
2023年のシードを獲得。
2023年、シードで出場したが、成績は振るわなかった。
2024年、KKT杯バンテリンレディスの出場後、以前からの腰痛、右股関節唇損傷のため休むことを発表。

## 主な記録

### ツアー優勝（2）

#### ステップアップツアー（1）
- rashink×RE SYU RYU／RKBレディース

#### JLPGAツアー（1）
| No. | Date          | Tournament                      | スコア             | 2位との差  | 2位（タイ）                |
| --- | ------------- | ------------------------------- | ------------------ | ---------- | -------------------------- |
| 1   | 2022年4月17日 | KKT杯バンテリンレディスオープン | −8（68-69-71=208） | プレーオフ | 西村優菜 吉田優利 小倉彩愛 |

## テレビ出演
- ゴルフサバイバル（2019年2月・7月、2020年2月・10月、2021年3月、BS日テレ）
- 18H物語 〜18History〜（2024年2月13日・20日、BSJapanext）